# Errant

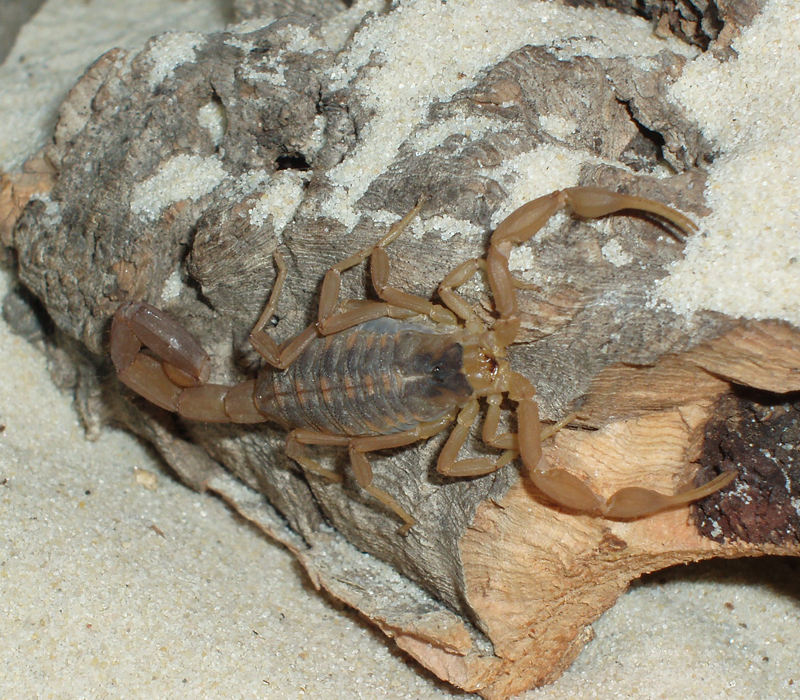
Erranter (umherwandernder) Arizona-Rindenskorpion (trächtiges Weibchen)

Errant (lat. errare (irren)) ist ein Begriff der Ökologie und bezeichnet einen in einem Medium aktiv oder passiv frei beweglichen Organismus. Der Begriff wird auch als Bezeichnung für umherstreifende Tiere verwendet, wie zum Beispiel den Arizona-Rindenskorpion Centruroides vittatus. Während errante Tiere in einem begrenzten geographischen Gebiet umherwandern, bezeichnet der Begriff Migration in der Ökologie das zielgerichtete, jahreszeitlich und fortpflanzungsbedingte Wandern über längere Strecken.
Errant kann in einem weiteren Zusammenhang auch mit verirrt übersetzt werden. So werden Tiere und Pflanzen, die außerhalb ihres spezifischen Verbreitungsgebietes gesichtet werden, als errant bezeichnet.